# Comuna Dîmîtrove, Ustînivka
Dîmîtrove (în ucraineană Димитрове) este o comună în raionul Ustînivka, regiunea Kirovohrad, Ucraina, formată din satele Dîmîtrove (reședința), Mareanivka, Tîrlova Balka și Tretii Internațional.

## Demografie
Componența lingvistică a comunei Dîmîtrove
     Ucraineană (95,28%)
     Rusă (3,46%)
     Alte limbi (1,2%)
Conform recensământului din 2001, majoritatea populației comunei Dîmîtrove era vorbitoare de ucraineană (95,28%), existând în minoritate și vorbitori de rusă (3,46%).